# Alvik (metropolitana di Stoccolma)
Alvik è una stazione della metropolitana di Stoccolma.
È situata nel quartiere di Traneberg, nei pressi dell'omonimo quartiere Alvik, all'interno della circoscrizione di Bromma. La stazione è posizionata fra le stazioni Kristineberg e Stora mossen, e rappresenta uno snodo per il traffico cittadino grazie all'interconnessione con le ferrovie tranviarie Tvärbanan e Nockebybanan. Le stazioni di queste due linee sono rispettivamente utilizzate da una media di 4.800 e 4.300 persone durante una normale giornata lavorativa, mentre la stazione della metropolitana conta circa 17.200 passeggeri medi.
Alvik rappresenta un capolinea della linea verde T18, che collega Farsta strand alla stessa Alvik: nonostante ciò, presso la stazione fanno tappa anche i treni delle altre due tratte della linea verde, in quanto il percorso dei binari continua verso ovest fino ad Åkeshov e Hässelby strand.
La stazione fu aperta ufficialmente il 26 ottobre 1952, lo stesso giorno in cui fu inaugurata la tratta Hötorget-Vällingby.
Le due piattaforme in superficie sono accessibili da due ingressi: uno è ubicato sul viale Vidängsvägen e sulla piazza Alviks torg, mentre l'altro è ubicato sul viale Tranebergsvägen. L'architetto Peter Celsing si è occupato della progettazione della stazione mentre lo scultore giapponese H. N. Koda ha apportato alcune opere personali nel 1999, in contemporanea con la ristrutturazione avvenuta in quell'anno.

## Tempi di percorrenza
Metropolitana:
| Linea | Capolinea       | Tempo  | Stazione                       | Tempo                |
| T17   | Åkeshov         | 7 min  | T-Centralen Gamla stan Slussen | 13 min 14 min 16 min |
| T17   | Skarpnäck       | 32 min | T-Centralen Gamla stan Slussen | 13 min 14 min 16 min |
| T18   | Farsta strand   | 37 min | T-Centralen Gamla stan Slussen | 13 min 14 min 16 min |
| T19   | Hässelby strand | 19 min | T-Centralen Gamla stan Slussen | 13 min 14 min 16 min |
| T19   | Hagsätra        | 36 min | T-Centralen Gamla stan Slussen | 13 min 14 min 16 min |

Altre linee:
| Linea | Stazione    | Tempo  | Tipo di linea |
| 12    | Nockeby     | 14 min | Nockebybanan  |
| 22    | Sickla udde | 30 min | Tvärbanan     |